# Guardameta (balonmano)

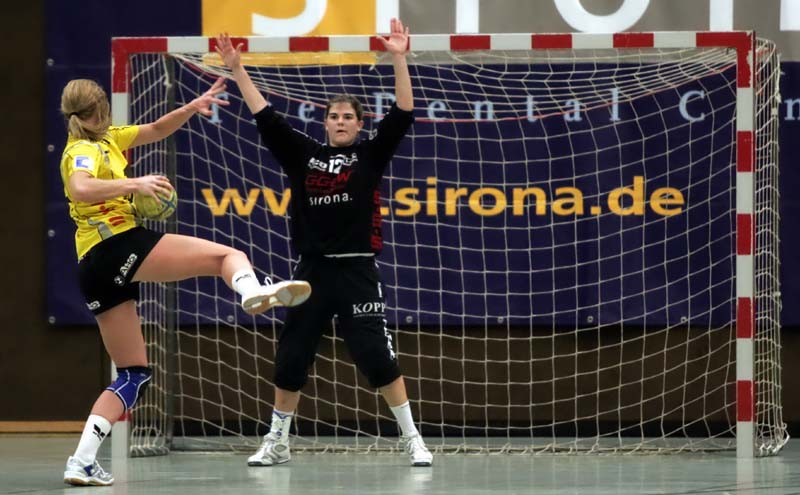
Una guardameta durante un lanzamiento de siete metros.

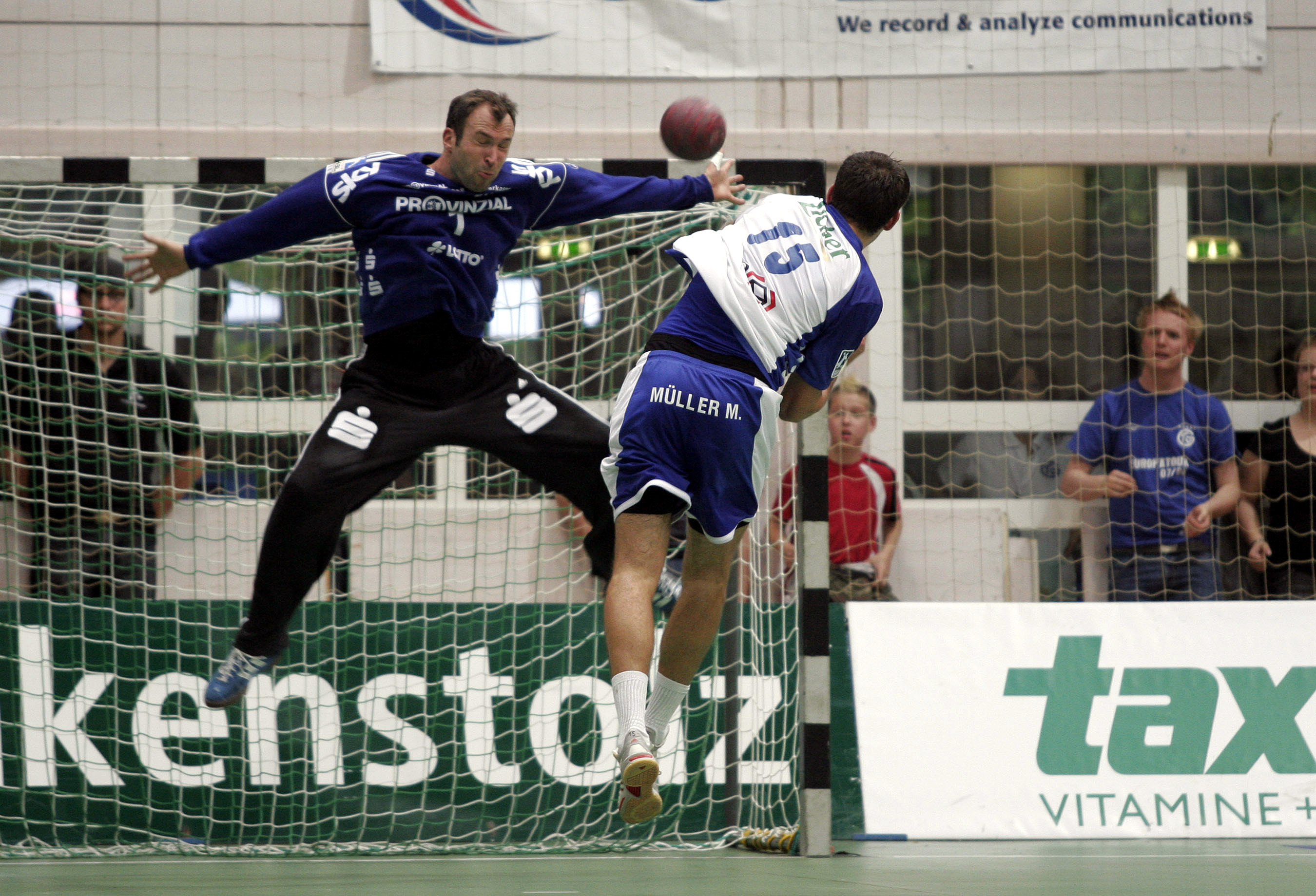
Thierry Omeyer deteniendo un lanzamiento en salto.

La posición de guardameta, portero o arquero es una de las más importantes dentro del balonmano. La principal función del guardameta es la de evitar los goles del equipo contrario, por lo que adquieren un papel destacado en la solidez defensiva de cualquier equipo. Se trata de jugadores con un perfil generalmente ágil, flexible y con buenos reflejos.

## Reglas específicas
Cada equipo debe tener un jugador que ejerza de guardameta en la pista durante el encuentro. Sin embargo, eso no impide que pueda actuar como jugador de campo en cualquier momento. Las reglas de juego del balonmano dedican la Regla 5 enteramente al guardameta. En ella, se explican varias particularidades de este jugador con respecto al resto, todas ellas aplicables cuando se encuentra en el área de portería: puede tocar el balón con cualquier parte de su cuerpo siempre que pretenda detener un lanzamiento, puede botar o no botar la pelota a su antojo y no está sujeto a la restricción de los tres pasos.
Si el portero pasa a jugar como un jugador de campo más, se encuentra sujeto a las mismas restricciones que el resto de jugadores. Se le impide, asimismo, abandonar y regresar al área con el balón controlado.

## Equipación
El guardameta debe llevar una camiseta de un color diferente al del resto de jugadores de ambos equipos (incluyendo al guardameta contrario) y al colegiado del encuentro. Dicha camiseta debe mostrar un número tanto en el pecho como en la espalda.

## Lesiones
La lesiones más comunes entre los guardametas son las relacionadas con el codo. En 1992 se llevó a cabo un estudio en Noruega en el que 329 de 729 guardametas encuestados (un 45%) afirmaban tener problemas en el codo, mientras que solo 166 de 4120 jugadores de campo (un 4%) afirmaron tenerlos. Dicha lesión empieza a ser catalogada como "codo de guardameta de balonmano", a semejanza del codo de tenista. Se relaciona esta lesión con el nervio ulnar.